# 11-11-11
11-11-11 je nadnaravna grozljivka iz leta 2011, delo režiserja Darrena Lynna Bousmana. Film se osredotoča na uro 11:11, enajstega dne in enajstega meseca, ko bi naj na naš svet vstopila nadnaravna bitja. Film je 11. novembra 2011 izdala distribucija Columbia Pictures, v zgolj 17 kinih.

## Vsebina
Film se začne s sanjami, kjer sta Sarah in David Crone ujeta v goreči hiši ob 11:11.
Joseph Crone se zbudi v hotelski sobi 7. novembra 2011 ob 11:11. Njegov urednik Grant mu naroči, naj napiše nov roman, ker je njegova prejšnja knjiga bila prodana v 5 milijon izvodih. Joseph začne pisati kako je izgubil vero v Boga po smrti svoje žene in sina. Napiše: Bog je mrtev, ali pa ni bil nikoli živ.
8. novembra 2011 se Joseph udeleži pogovorne skupine, kjer Sadie pove svojo zgodbo. Zunaj Sadie spodbuja Josepha k pogovoru in mu podari beležko. Potem Joseph doživi prometno nesrečo. V bolnišnici mu povedo, da je popolnoma zdrav in nepoškodovan, medtem ko je drug voznik umrl. Joseph prizna Sadie, da nima več nobene volje in prosi Boga za smrt vsaki dan. Nato pogleda na svojo uro in opazi, da se je ta ustavila točno na 11:11. Tisto noč, Joseph prejme klic svojega brata Samuela, ki živi v Španiji z njunim očetom Richardom. Samuel pove Josephu, da njun oče umira.
9. novembra 2011, Joseph odide v Barcelono, da bi obiskal svojega očeta. Tam se sreča s Samuelom, ki je pristal na invalidskem vozičku. Samuel skuša prepričati Josepha, naj pozabi na svojo sovraštvo do cerkve, in da naj tu prenoči. Samuel razloži Josephu, da kot duhovnik vodi neko gibanje in prosi Josepha, da bi mu priskrbel nove člane.
Služkinja Ana zahteva od Samuela, da Josephu pokaže video de los demonios. Ana pokaže Josephu posnetek iz nadzorne kamere iz 3. novembra, kjer se prikaže demonska podoba ob 23:11. Joseph prizna Samuelu, da se mu že več dni prikazuje številka 11-11. Joseph se želi pogovoriti z Ano, vendar le najde dnevnik v katerem piše El Libro de Ana. Ana pove Josephu, da je to evangelij po njej. Tisto noč Joseph prebere, da so se ljudje, ki so večkrat videli številko 11-11, ''aktivirali''. Joseph nato reši Samuela, katerega skuša zadaviti bitje podobno demonu.
10. novembra 2011, med Samuelovo pridigo, moški z imenom Javier nameri pištolo v Samuela in medtem mu pade na tla kamera. Joseph ga razoroži, vendar Javier pobegne. Joseph in Samuel nato obiščeta pokopališče, kjer je pokopana njuna mama Lauren. Joseph ugotovi, da sta se Samuelov rojstni dan in Lurenina smrt zgodila 11. novembra. Samuel pove Josephu, naj ne išče pomena tam kjer ga ni. Joseph odide v trgovino, da bi razvil slike iz Javierove kamere, kjer mu povedo, da bodo fotografije razvite naslednji dan. Joseph odide v knjigarno, kjer v neki knjigi piše, da se bo 11. novembra uničila usoda in zloba bo vstala. Joseph je prepričan, da je Samuelu usojeno, da reši cerkev, in da ga bodo 11. novembra ob 11:11 demoni žrtvovali, da bi se lahko vstal hudič. 
11. novembra 2011 Joseph izve, da je Sadie pripotovala v Barcelono. Joseph in Sadie v labirintu srečata Javiera, ki se prikaže s pištolo vendar nato zbeži. Ko se Joseph in Sadie vrneta domov ugotovita, da je Richard umrl. Joseph vdre v Javierov dom in najde v dnevniku Samuelove fotografije z besedo SACRIFICIO na straneh, skupaj z 11-11-11. Javier Josepha zaloti in ga ustreli. 
Joseph ponoči pokliče Sadie naj odide po fotografije, medtem ko on steče nazaj domov. Tam najde Samuela, ki mu naroči naj zaščiti cerkvene zvezke. Josepha in Samuela nato obkrožijo demonska bitja in ob 23.02 ugrabijo Samuela. Joseph skuša najti in rešiti Samuela, medtem ko Sadie dobi fotografije. Joseph najde Samuela z demonskimi bitji in eno izmed teh skuša zabosti Samuela. Joseph stopi na pot demonu, ki tako ob 11:11 zabode njega. Bitja nato izginejo. 
Sadie pregleda fotografije in jih zažge. Joseph in Samuel ležita na dežju medtem, ko Joseph umira. Samuel pove Josephu, da 11-11 ni bilo okno odpiranja ampak zapiranja, in da se je konec sveta dalo preprečiti le takrat. Joseph prebere enega izmed Samuelovih zvezkov in ugotovi, da je v njem zapisana njegova lastna smrt. Samuel se vstane, pobere zvezke in pusti Josepha umreti, kar pomeni, da so bila tista bitja v bistvu angeli, in da je Samuel v bistvu hudič, ki ga je bilo treba ustaviti. Tako bo nastala nova vera in Josephove, Samuelove, Sadiove, Grantove in Anine knjige, bodo postali novi evangeliji. 
Čez nekaj časa je velika cerkev polna Samuelovih privržencev, ki s sabo nosijo knjigo z naslovom Josephova knjiga. 

## Igralci
- Timothy Gibbs kot Joseph Crone
- Michael Landes kot Samuel
- Wendy Glenn kot Sadie
- Denis Rafter kot Richard Crone
- Lluís Soler kot Javier
- Brendan Price kot Grant
- Lolo Herrero kot Oculto Owner
- Montserrat Alcoverro kot Celia
- Benjamin Cook kot David
- Salomé Jiménez kot Sarah
- J. Larose kot Wayne
- Emilie Autumn kot ženska v videu